# Olímpia I Ludovisi
Olímpia I Ludovisi (1656 - 27 de novembre de 1700) fou filla de Nicolau I Ludovisi. Va heretar al seu germà Joan Baptista I Ludovisi el 1699, en tots els feus incloent Piombino, tot i que era monja. Només li va sobreviure un any i tres mesos. La va succeir la seva germana Hipòlita I Ludovisi.